# Stranda härad, Kalmar län
Stranda härad var ett härad i Småland och Kalmar län som utgjorde den östra kustnära delen av smålandet Handbörd. Häradet utgör numera delar av Oskarshamns och Mönsterås kommuner. Häradets areal var 621,78 kvadratkilometer varav 618,44 land. Tingsplats var från 1667 till 1968 Mönsterås, därefter Kalmar. Även Ålem var en tingsplats till 1795.

## Namnet
Namnet Stranda härad har använts sedan mitten av 1400-talet. Tidigare kallades häradet Norrabygd. År 1292 skrevs Nørrobygdh, 'bygden norr om'. År 1443 skrevs Strandabygd och år 1447 skrevs Strandha hærat. Ordet stranda åsyftar troligen "strandbornas" följt av "härad".

## Geografi
Stranda härads område är beläget i östra Småland och i mellersta delen av Kalmar län. Häradet var ett kusthärad vid Kalmarsund. Området omsluter i norr staden Oskarshamn och omfattar bland annat orterna Döderhult, Mönsterås, Pataholm, Påskallavik, Ålem samt ön Blå Jungfrun. 
Terrängen är jämn och i det inre skogrik och utgörs av en bördig kustremsa kantad av talrika öar. Inom häradsområdet mynnar bland annat Emån och Alsterån. Trakten har historiskt präglats av jordbruk och av pappers-, sten- samt träindustri. År 1932 hade Stranda härad 14 593 invånare på en yta av 622 km². Samma år hade häradet 10 738 hektar åker och 33 468 hektar skogsmark.
Angränsande härader var Tunalän i nordväst samt norr, Aspeland i nordväst, Handbörd i väster samt Norra Möre i söder.

## Socknar
Stranda härad omfattade tre socknar.
I Oskarhamns kommun:
- Döderhult uppgick 1967 i Oskarshamns stad

Ur Döderhults socken utbröts Oskarshamns stad år 1856 som hade en egen jurisdiktion till 1964
I Mönsterås kommun:
- Mönsterås
- Ålem

## Län, fögderier, tingslag, domsagor och tingsrätter
Häradet hörde till Kalmar län. Församlingarna tillhör(de) från 1604 till 1915 till Kalmar stift, före dess Linköpings stift och därefter Växjö stift.
Häradets socknar hörde till följande fögderier:
- 1720–1863: Norra Möre, Stranda och Handsbörds fögderi
- 1864–1945: Nora Möre och Stranda fögderi
- 1946–1966: Kalmar Norra fögderi
- 1967–1990: Oskarshamns fögderi (Döderhults socken från 1946, Oskarshamns stad från 1952)

Häradets socknar tillhörde följande tingslag, domsagor och tingsrätter:
- 1680-1947 Stranda tingslag i
  - 1680–1771 Södra Möre, Norra Möre, Stranda och Handbörds domsaga
  - 1772–1857 Norra Möre, Stranda och Handbörds domsaga
  - 1858–1947 Norra Möre och Stranda domsaga
- 1948–1968 Norra Möre och Stranda domsagas tingslag i Norra Möre och Stranda domsaga
- 1969–1970 Oskarshamns domsagas tingslag i Oskarshamns domsaga

- 1971–2005: Oskarshamns tingsrätt och domsaga
- 2005–: Kalmar tingsrätt och domsaga